# Intefe I
Intefe I ou Antefe I, cujo nome de Hórus era Xeretaui (Shr-tȝ.wy), foi o segundo faraó da XI dinastia do Primeiro Período Intermediário. Reinou entre quatro e 16 anos, 2134–2 118 a.C., 2134–2 112 a.C., ca. 2 120 a.C. ou ca. 2 070 a.C.. Provavelmente travou guerra com seu vizinho do norte, o nomarca copta Tjauti. Foi sepultado numa tumba de açafrão em Eltarife, hoje conhecida como Safel Dauaba.